# 参宿增卅九
HD 35007，又名BD-00 929，SAO 132024、HR 1764，是一颗獵戶座的恒星，视星等为5.68，位于銀經202.64，銀緯-20.09，其B1900.0坐标为赤經5h 16m 25.6s，赤緯-0° -20.09′ 57″。